# Podmićivanje
 Podmićivanje  je kazneno djelo. 
Davanje mita dužnosniku, službenoj osobi, zaposleniku u državnoj i javnoj upravi i sl. u nakani stjecanja prednosti za sebe ili treću osobu se kažnjava po zakonu.
Prednost može biti i fizičke (općenito), kao i nematerijalne prirode (tj. neizravno mjerenih u novcu). 
Postoje dvije vrste korupcije: aktivno podmićivanje (dodjeljivanje prednosti) i pasivna korupcija (prihvaćanje prednosti) u zamjenu za protuzakonitu uslugu. 